# Větrov (Frýdlant)

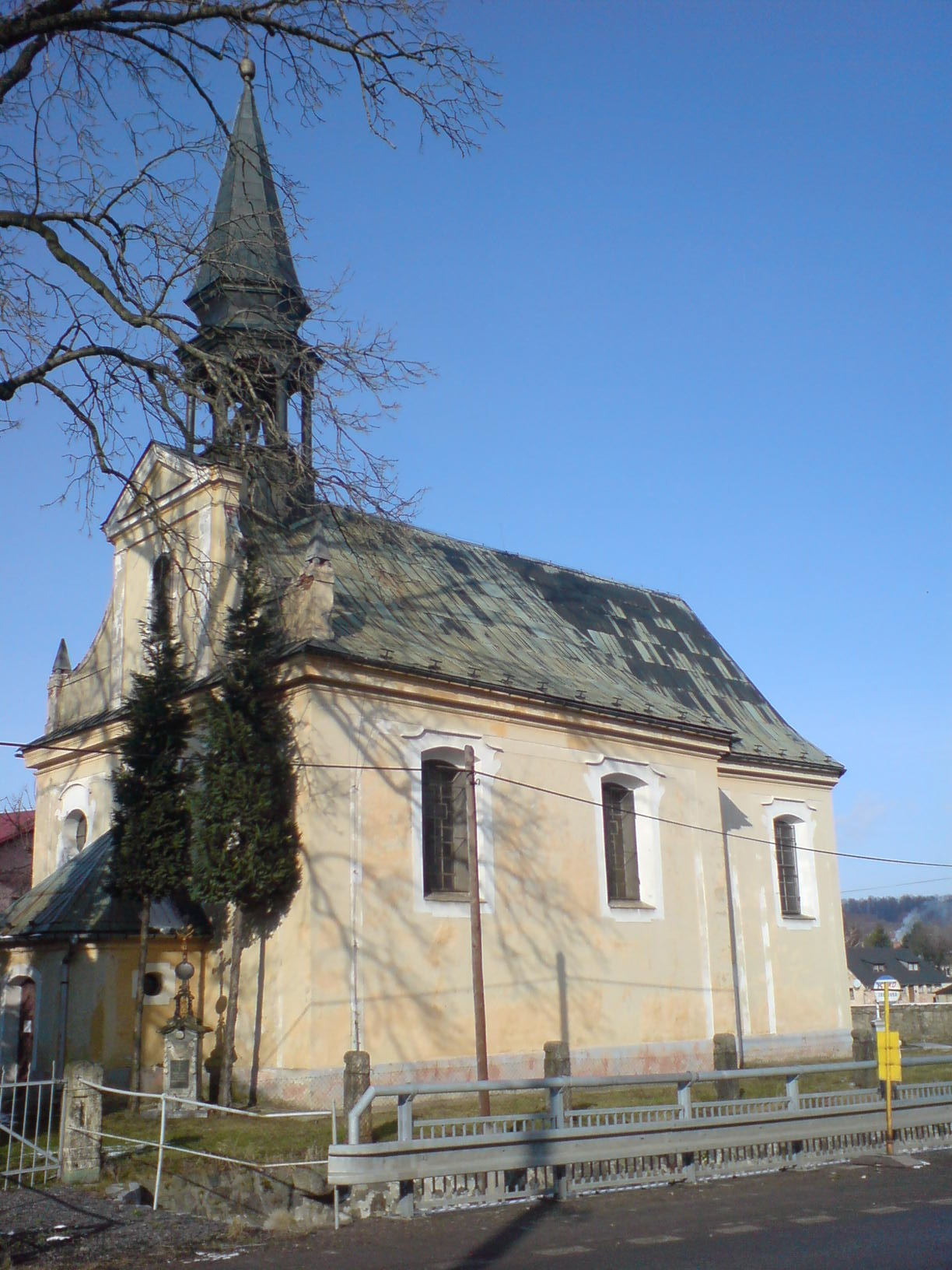
Kirche der hl. Maria Magdalena

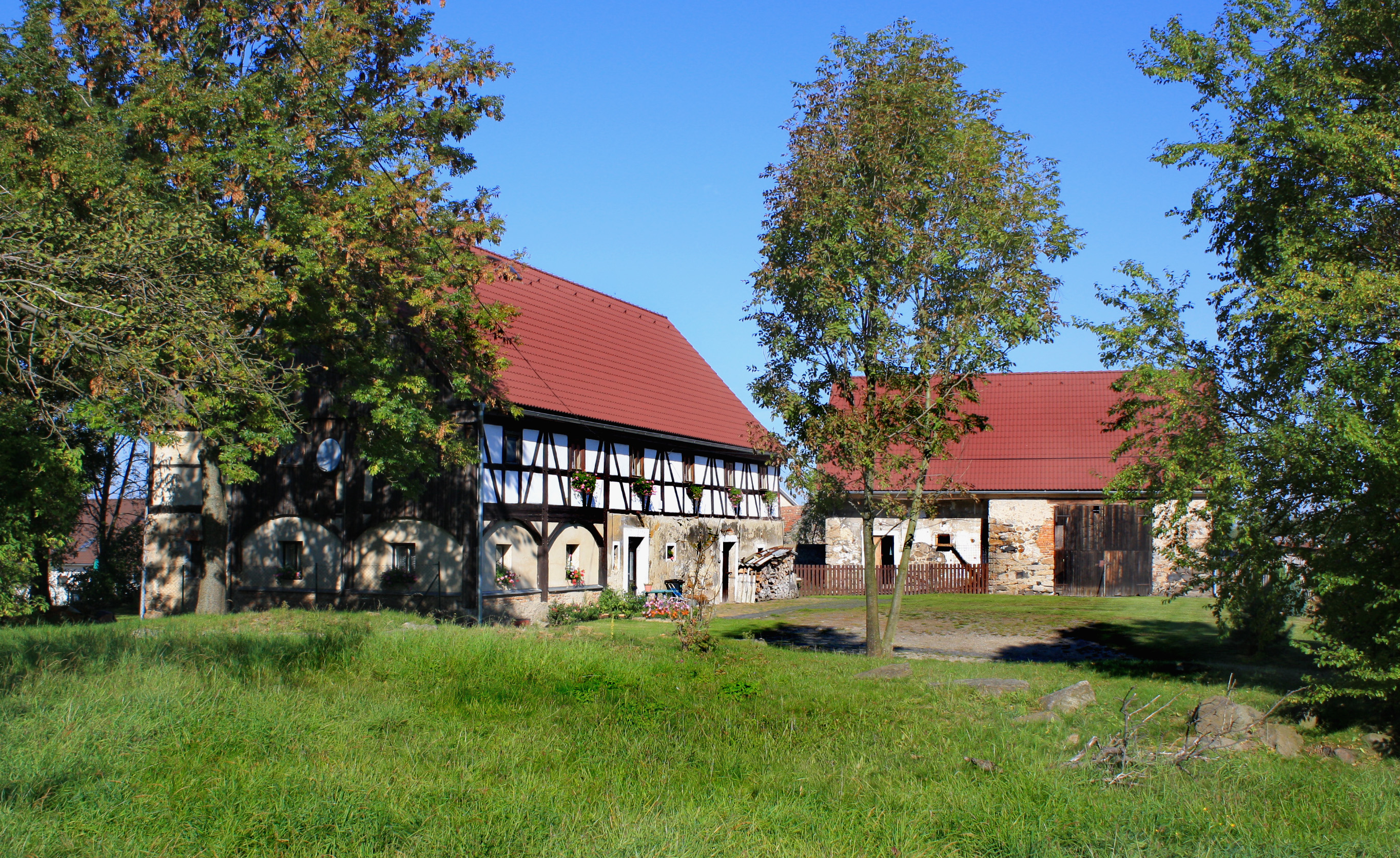
Umgebindehaus in Horní Větrov

Větrov, bis 1947 Ringenhain, ist ein Ortsteil der Stadt Frýdlant in Tschechien. Er liegt zwei Kilometer südlich des Stadtzentrums von Frýdlant und gehört zum Okres Liberec.

## Geographie
Větrov liegt am nördlichen Fuße des Isergebirges im Isergebirgsvorland (Frýdlantská pahorkatina). Das Dorf erstreckt sich südlich, westlich und nördlich des Křížový vrch (Kreuzberg, 382 m) im Tal des Baches Větrovský potok (Ringenhainer Wasser). Im Südosten erhebt sich der Podlesí (446 m), südlich der Nad Zátiším (Hofmannsberg, 427 m), Špičák (Spitzberg, 724 m), Strmý vrch (Hängeberg, 698 m) und der Kančí vrch (Schwarzberg, 680 m) sowie im Westen der Hájky (Steimerich, 426 m) und der Ptačí vrch (406 m). In Větrov befindet sich der Bahnhof Frýdlant v Čechách. Westlich des Dorfes verläuft die Fernverkehrsstraße I/13 von Frýdlant nach Liberec.
Nachbarorte sind Frýdlant im Norden, Zámecký Okres und Hág im Nordosten, Raspenava und U Dvora im Osten, Zátiší und Ferdinandov im Südosten, Polní Domky, Oldřichov v Hájích und Filipka im Süden, Albrechtice u Frýdlantu, Vysoký und Dětřichov im Südwesten, Markocice und Bogatynia im Westen sowie Kunratice, Pekelský Mlýn, Víska und Harta im Nordwesten.

## Geschichte
Nachdem die Herren von Bieberstein im Jahre 1278 die Herrschaft Seidenberg erworben hatten, verlegten sie den Herrschaftssitz nach Friedland und ließen die umliegenden Waldgebiete mit deutschen Siedlern kolonisieren. Zu den zwischen dem Ende des 13. und Anfang des 14. Jahrhunderts gegründeten Dörfern gehörte wahrscheinlich auch Ringenhain. Der Ort wurde als langgestrecktes Waldhufendorf entlang des Ringenhainer Baches, von dessen Quelle bis zur Mündung in die Wittig angelegt. Die erste schriftliche Nachricht über die Ringenhainer Kirche erfolgte im Jahre 1345. Erwähnungen des Dorfes finden sich auch im Friedländer Urbar von 1381. 1551 erlosch mit Christoph von Bieberstein der Friedländer Zweig des Geschlechts, und die Herrschaft gelangte durch Heimfall an die Krone Böhmen zurück. Am 1. April 1558 erwarb der kaiserliche Rat Friedrich von Redern die Lehnherrschaft Friedland mit Reichenberg, Hammerstein und Seidenberg für 40.000 Taler. Nach der Schlacht am Weißen Berg wurden die Besitzungen des Christoph von Redern konfisziert und die Kronlehn Friedland und Reichenberg für 150.000 Rheinische Gulden Albrecht von Waldstein überlassen. Nach dessen Ermordung 1634 erhielt Matthias von Gallas die Herrschaft. Nach Ende des Krieges setzten die Grafen von Gallas 1651 die von Waldstein begonnene Rekatholisierung der bereits seit den Zeiten der Herren von Bieberstein protestantischen Bevölkerung mit Härte fort. Ein Großteil der Bewohner verließ das Dorf und ging in die benachbarte Oberlausitz und nach Schlesien ins Exil. 1680 starben beim Ausbruch der Pest in Friedland, Mildenau, Wustung und Ringenhain insgesamt 206 Einwohner.
1814 erwarb der Dominikalgärtner Johann Friedrich Nicht von der Herrschaft den Grund des wüsten Gutes bei den Nichthäusern und errichtete an der Alten Zittauer Straße eine Feldschmiede. Bei den Nichthäusern befand sich außerdem ein herrschaftliches Jägerhaus.
Im Jahre 1832 bestand Ringenhain, aus 124 Häusern mit 674 deutschsprachigen Einwohnern. Im Ort gab es die Filialkirche der hl. Magdalena und eine Schule. Pfarrort war Friedland. Bis zur Mitte des 19. Jahrhunderts blieb Ringenhain der Allodialherrschaft Friedland untertänig.
Nach der Aufhebung der Patrimonialherrschaften bildete Ringenhain ab 1850 eine Gemeinde im Bunzlauer Kreis und Gerichtsbezirk Friedland. Ab 1868 gehörte das Dorf zum Bezirk Friedland. Im Jahre 1869 lebten in Ringenhain 965 Personen. 1880 hatte die Gemeinde 1019 Einwohner, 1890 waren es 1122, im Jahre 1900 1620 und zehn Jahre später 1781.
1879 eröffnete der Landwirt Josef Jomrich in den Nichthäusern das Gasthaus Nichtschenke, das zu einem beliebten Ausflugsziel wurde. Am 18. November 1918 brannte die Nichtschenke ab, nach dem Wiederaufbau wurde sie am 31. August 1919 wiedereröffnet. 1892 wurde auf Kosten des Bezirks der Nichtweg, der im Friedländer Schloßbezirk von der Liebwerder Badestraße zu den Nichthäusern führte, zu einer Bezirksstraße ausgebaut. 1921 hatte die Gemeinde 1446 Einwohner. Im Jahre 1930 lebten in der Gemeinde Ringenhain mit den Ortsteilen Feldhäuser, Hag und Nichthäuser 1349 Personen. Nach dem Münchner Abkommen erfolgte 1938 die Angliederung an das Deutsche Reich; bis 1945 gehörte Ringenhain zum Landkreis Friedland. Im Jahre 1939 hatte die Gemeinde 1204 Einwohner. Nach dem Ende des Zweiten Weltkrieges kam Ringenhain zur Tschechoslowakei zurück, in den Jahren 1946 und 1947 wurden die meisten deutschböhmischen Bewohner vertrieben. Im Jahre 1947 erhielt die Gemeinde den tschechischen Namen Větrov. 1950 lebten in Větrov 959 Personen. Im Jahre 1960 wurde Větrov nach Frýdlant eingemeindet; zugleich erfolgte die Auflösung des Okres Frýdlant und das Dorf wurde dem Okres Liberec zugeordnet.
1991 hatte Větrov 621 Einwohner. Im Jahre 2001 bestand das Dorf aus 204 Wohnhäusern, in denen 665 Menschen lebten. Insgesamt besteht der Ort aus 232 Häusern.

## Ortsgliederung
Větrov ist Teil des Katastralbezirkes Frýdlant. Der Ortsteil gliedert sich in die Grundsiedlungseinheiten Dolní Větrov (Niederringenhain), Hág, auch Háj genannt (Hag), Horní Větrov (Oberringenhain), Pod Špičákem, auch Polní Domky genannt (Feldhäuser), U nádraží und Zátiší, auch Nichtovy Domky genannt (Nichthäuser).

## Sehenswürdigkeiten
- Kirche St. Maria Magdalena an der Einmündung des Větrovský potok in die Smědá, sie wurde am Übergang vom 13. zum 14. Jahrhundert errichtet und 1345 erstmals schriftlich erwähnt. Angeblich soll auf einem Stein die Jahreszahl 1233 gefunden worden sein. Ihre heutige barocke Gestalt erhielt sie in den Jahren 1708–1709 nach Plänen von Franz Mazza. Über dem Eingang zur Sakristei befindet sich das Wappen der Herren von Bieberstein. Nach dem Zweiten Weltkrieg wurde das Bauwerk der Tschechoslowakisch-Orthodoxen Kirche überlassen. Die Kirche ist als Kulturdenkmal geschützt.
- Statue der hl. Maria Magdalena

## Persönlichkeiten
- Manfred Hoffmann (* 1938), deutscher Agrarwissenschaftler, Professor für Landwirtschaftliche Verfahrenstechnik
- Wenzel Franz Jäger (1861–1928), deutsch-böhmischer Landschaftsmaler